# Guillaume Ribier
Guillaume Ribier, né en septembre 1578 à Blois et mort le 21 janvier 1663 dans cette même ville, est un magistrat, collectionneur et érudit. 
Connu principalement pour son recueil des Lettres et mémoires d'Estat des roys, princes, ambassadeurs et autres ministres, sous les regnes de François 1er, Henry II et François II (publié à titre posthume en 1666 par son neveu, Michel Belot), il s'est aussi distingué pour son activité de polémiste au début du XVIIe siècle.

## Famille
Guillaume Ribier naît dans une famille de magistrats provinciaux appartenant à la noblesse de robe et installés à Blois depuis au moins le début du XVIe siècle. 
Son arrière grand-père, Guillaume Ribier, est capitaine du château de Blois et est anobli par lettres patentes en 1515 ; sa descendance se scinde en deux branches : les Ribier de Villebrosse qui s'installeront à Paris et les Ribier de Blois, dont Michel, grand-père de Guillaume, est le premier représentant.
Celui-ci est receveur des tailles pour l'élection de Blois au milieu du XVIe siècle avant d'être nommé, en 1553, « général et superintendant des finances du Roy en l'isle de Corse ». Particulièrement apprécié de ses supérieurs, à commencer par Paul de Termes, lieutenant général de l'île qui l'estime « fort honneste homme », il reçoit également les honneurs de ministres importants comme le connétable Anne de Montmorency ou le cardinal Jean de Lorraine. Cependant, la paix du Cateau-Cambrésis d'avril 1559 met fin à la mission de Michel (I) Ribier en Corse puisque le roi s'engage à rendre l'île à la république de Gênes. De retour sur le continent, il est contraint de se retirer de la vie publique en raison de la mort d'Henri II en juillet de la même année et de sa conversion au protestantisme. Il se réfugie alors dans sa seigneurie de La Guillonière dans l'actuelle commune de Cour-Cheverny où il élève ses douze enfants en compagnie de son épouse, Marie Vaillant, descendante d'une famille de conseillers au Parlement de Paris.
L'un d'eux, Michel (II) Ribier retourne à Blois sur le territoire de la paroisse Saint-Solenne où il devient lieutenant particulier au bailliage de Blois. En 1610, il est nommé conseiller du roi en la ville de Blois, quelques années après avoir transmis sa charge de lieutenant particulier à son fils cadet, Guillaume Ribier.
De son mariage avec Madeleine Perrault, il eut deux autres enfants : Jacques, l'aîné, fut reçu conseiller au Parlement de Paris dès 1591 où il épousa Françoise Alleaume, nièce du chancelier Guillaume du Vair, qui lui offrit sa protection. Espérant devenir secrétaire d'Etat en 1617, le patronage du chancelier échoua mais il obtint toutefois le brevet de conseiller du roi en ses conseils d'Etat privé et des finances et entra dans l'entourage du cardinal Richelieu dont il fut une créature mineure, glorifiant sa politique étrangère et intérieure à travers des ouvrages publiés chez Sébastien Cramoisy. Michel (II) Ribier eut également une fille, Marguerite Ribier, mariée en 1599 à Valentin Belot, lieutenant criminel au bailliage de Blois, et dont le fils continuera l'œuvre de Guillaume Ribier.

## Biographie
Guillaume Ribier naît le 19 ou le 20 septembre 1578 à Blois dans la maison familiale de la rue du Puits-Châtel. Baptisé le 20 septembre à la paroisse Saint-Solenne, ses parrains sont François Solloneau, interrogé dans le cadre de la Chambre ardente, et Remond de Carelles, archer des gardes du roi. Sa marraine, quant à elle, est Anne Courtin, veuve de Nicolas Compain, chancelier de Navarre et proche de Jeanne d'Albret qui fut condamné à mort par contumace en 1562. La proximité de la famille Ribier avec le monde réformé est sensible puisque, outre la conversion du grand-père, deux des parrains de Guillaume Ribier sont liés à la Réforme de plus ou moins près.
Après des études dans la ville de Blois, son père l'empêche de poursuivre sa carrière universitaire, « de crainte que les compagnies ne lui fissent perdre le goût des lettres » et l'envoie en Italie où le jeune Ribier apprend l'italien et se découvre vraisemblablement une passion pour les affaires de la péninsule, comme en témoignera la publication des Lettres et mémoires d'Estat qui portent principalement sur la politique italienne des rois de France, de Charles Quint ou encore des souverains pontifes successifs.
De retour en France au début du XVIIe siècle, il obtient de son père en 1605 la charge de lieutenant particulier au bailliage de Blois, grâce au système de la paulette.
Sa carrière suit ensuite celle de son beau-père Jean Daguier : il devient lieutenant général en 1609 puis président du présidial de Blois en 1613, dans les deux cas en remplacement de son beau-père. Guillaume Ribier est, par ailleurs, député du Tiers état aux États généraux de 1614. Il se bat alors en faveur de l'Article du Tiers affirmant le droit divin des rois.